# 多伦土默特部
多伦土默特部，“多伦”蒙古语意为“七”，又称多罗土蛮、七土蛮，因该部落包括七鄂托克得名。後与蒙古贞部落组成漠南蒙古的土默特万户。因常与蒙古贞混居游牧，故明朝史料也统称其为满官嗔。
原属成吉思汗弟哈赤温的后裔多郭朗台吉，后成为满都鲁可汗女婿火筛属下满官嗔（蒙古勒津）的一营。明弘治年间，进入河套地区，与满官嗔等部组成右翼三万户之一，号称“十二土默特”，蒙古史籍中亦常称为“满官嗔-土默特部”。正德五年（1510年），达延汗征服右翼三万户后，将该部封与第四子阿尔苏博罗特（我折黄台吉），再由其2子分领。俺答汗崛起成为土默特万户的领袖后，该部成为俺答汗所属土默特万户6大部之一。其驻牧地在山西偏关外六、七百里处，即今达尔罕茂明安旗东北部至包头以西的乌拉山一带。
达延汗以后该部先后由以下几人统领：阿尔苏博罗特（我折黄台吉）一不只吉儿台吉一歹雅黄台吉（多罗土蛮把都儿黄台吉）—威正雅拜台吉

## 与蒙古贞的关系
“满官嗔”一词是由Mongγol（蒙古）加上附加成分jin（嗔、津）组成的，这个词早在13-14世纪就已出现。在《元朝秘史》中首先以女姓人名出现，如“忙豁勒真豁阿”（Mongγoljinqoqa）。这里Mongγoliin表示“忙豁勒真豁阿”来自蒙古部。在另一种场合Mongγoljin一词又被当作与“蒙古”词义相近的词来使用。《元朝秘史》第202节在谈到成吉思汗建立大蒙古国时说：成吉思汗将“众部落百姓收捕了”。蒙文原文作“忙豁勒真兀鲁昔只卜失耶仑巴剌周”，旁译“达达百姓行整治了着”。这里“忙豁勒真”一词的意思是“类蒙古”、“蒙古式”。此外，mongγoliin keleten，指蒙古语族诸部。1290年伊利汗国阿鲁浑汗写信给天主教教皇尼古拉四世，对教皇劝其信仰天主教之事作出答复，其中提到：“我们成吉思汗的子孙按自己的方式生活，信奉〔天主教〕与否只有长生天知道”，实际上拒绝了尼古拉四世的要求。“按蒙古人方式生活”原文就作“mongγoljinduraberaju"，这里的mongγoljin―词与《元朝秘史》第202节所见意同。mongγoljin一词在15世纪以部名出现，其字型与读音与《元朝秘史》中的mongγoljin—词完全相同。作为部名“满官嗔”——Mongγoljin仍表示“类蒙古”之意，也就是说该部人本非蒙古人，而是渐已蒙古化了的异族人。
蒙古贞（又译“蒙郭勒津”）当时活跃于今内蒙古河套地区，在其首领火筛领导下对达延汗的统一做出过贡献。达延汗将蒙古贞与多伦土默特部划为一个万户。蒙郭勒津与土默特部落原同处于一个万户，一起游牧；后来又一起从河套迁到宣府边外，且有联姻关系。后来俺答汗实力强大，兼并了蒙郭勒津万户的大部分，只有其中的多罗土蛮部由阿尔苏博罗特之子布哲吉尔台吉所领有，其余各部均由俺答汗及其弟拉布克台吉所占。所以，蒙郭勒津（满官嗔）万户的名称也逐渐被俺答汗所领的土默特部之名称所取代，均称为土默特万户。自俺答汗之子辛爱黄台吉以来，蒙古贞部落就随着一部分土默特人东迁，到明末清初时游牧于辽西地区（今阜新和朝阳一带）。阜新蒙古族自治县（原土默特左翼旗）大多数蒙古族属蒙古贞后裔。